# Alfāz al-kufr
Alfāz al-kufr (arabisch ألفاظ الكفر, DMG alfāẓ al-kufr ‚Aussprüche des Unglaubens‘) sind Aussprüche, die nach islamischer Lehre für den muslimischen Gläubigen, der sie tut, die Folge mit sich bringen, dass er als Ungläubiger gilt. Der Ausdruck kann mit Blasphemie übersetzt werden, weil auch Blasphemie eine Sünde darstellt, die Unglauben nach sich zieht, doch besteht ein Unterschied zwischen den beiden darin, dass Blasphemie in der europäischen Geschichte als eine Gefährdung der öffentlichen Ordnung verfolgt wurde, während die Alfāz al-kufr lediglich eine Statusveränderung für die individuelle Person mit sich brachten. Im Osmanischen Reich des 16. Jahrhunderts hatte die Verwendung eines der Alfāz al-kufr für den Mann die Folge, dass seine Ehe mit sofortiger Wirkung aufgelöst war.

## Alfāz-al-kufr-Sammlungen
Ab dem 14. Jahrhundert begannen verschiedene muslimische Gelehrte, Sammlungen mit blasphemischen Aussprüchen zusammenzustellen. Sie sind bedeutende Zeugnisse für Religionskritik und Religionsverdrossenheit im Bereich des mittelalterlichen Islams. Zu den wichtigsten dieser Sammlungen gehören:
- die Risālat alfāẓ al-kufr des Hanafiten Muhammad ibn Ismāʿīl Ibn Badr ar-Raschīd (gest. 1366).
- die um 1372 abgefasste Risāla fī alfāẓ al-kufr von Tādsch ad-Dīn Abū l-Maʿālī Masʿūd ibn Ahmad,
- die Risāla fī bayān al-alfāẓ wa-l-āfʿāl al-kufrīya von Taqī ad-Dīn Muhammad ibn ʿAlī  Birgevī  (gest. 1573),
- die Risāla fī Alfāẓ al-kufr des Schafiiten Qāsim ibn Salāh ad-Dīn al-Chānī al-Halabī (gest. 1697)
- Alfāẓ al-kufr von Abū l-Fath al-Muzaffar ibn Ibrāhīm al-Chatīb

Im weiteren Sinne gehört zu dieser Literatur auch das Buch al-Iʿlām bi-qawāṭiʿ al-islām ("Unterrichtung über die Dinge, die den Islam zunichte machen") des schafiitischen Gelehrten Ibn Hadschar al-Haitamī (gest. 1565).

## Die Sammlung von Badr ar-Raschīd

### Inhalt
Die populärste Alfāz-al-kufr-Sammlung ist diejenige von Badr ar-Rašīd. Sie besteht im Wesentlichen aus einer Liste von Zitaten aus der älteren hanafitischen Rechtsliteratur, in der Alfāz al-kufr benannt werden. Zu diesen soll es zum Beispiel gehören, wenn man einen mutawātir-Hadith zurückweist, den Koran zur Trommel rezitiert, den Sinn eines Koranverses in Frage stellt oder scherzhaft koranische Wendungen in die eigene Rede einfügt. Wenn man zum Beispiel beim Zumessen oder Zuwägen 83:3 verwendet, in dem vom Zumessen oder Zuwägen die Rede ist, dann soll ebenfalls der Tatbestand des Kufr erfüllt sein. Auch jede andere Form der Verhöhnung (istihzāʾ) und Geringschätzung (istiḫfāf) des Korans sei den Alfāz al-kufr zuzurechnen. Selbst derjenige, der über den blasphemischen Ausspruch eines Dritten lacht oder einem Dritten einen blasphemischen Ausspruch zuflüstert, damit er ihn laut ausspricht, soll zum Ungläubigen werden, Auch wer von sich sagt, dass er ein Mulhid sei, soll dem Unglauben verfallen.
Eine große Anzahl von Alfāz al-kufr betrifft die rituellen Pflichten. Wer den Pflichtencharakter von rituellem Gebet, Fasten, Zakāt oder Ghusl abstreitet, soll in jeder Hinsicht zum Ungläubigen werden.
Einige der blasphemischen Aussprüche lassen originellen Wortwitz erkennen. So wird aus einer Fatwa-Sammlung die Aussage zitiert, wer zu einem gemeinsamen Gebet gerufen werde und dies unter Berufung auf das Koranwort 29:45 innā ṣ-ṣalāt tanhā ablehnt, indem er das Wort tanhā als persisches Adverb („allein“) interpretiert (so dass die Übersetzung lautet: „Das Gebet ist allein [zu vollziehen]“), der sei als ein Ungläubiger anzusehen. Die eigentliche Sinn der Koranstelle lautet „Das Gebet hütet vor Abscheulichem und Verwerflichem“ (innā ṣ-ṣalāt tanhā ʿan al-faḥšāʾ wa-l-munkar). 
Auch Sympathiebezeigungen gegenüber den Anhängern anderer Religionen sollten als Kufr gewertet werden. Wer zum Beispiel eine "korpulente Christin" (naṣrānīya samīna) sieht und sich dann wünscht, ein Christ zu sein, um sie heiraten zu können, soll ebenfalls zum Ungläubigen werden. Das Gleiche soll auch für denjenigen gelten, der einen islamischen Neukonvertiten fragt, warum er denn seine frühere Religion aufgegeben habe. Selbst Muslime, die sich wünschen, dass Alkohol oder Zinā im Islam erlaubt wären, sollen damit dem Unglauben verfallen.

### Kommentare
Badr ar-Rašīd Sammlung ist mehrfach kommentiert worden. Die bekanntesten Kommentare sind.
- Hāfiẓ al-insān wa-l-ǧinān ʿamma taqdaḥu fī ṣiḥḥat al-īmān von dem osmanischen Prinzen Abū l-Chair Muhammad Qorqud ibn Bāyazīd (gest. 1513).
- Šarḥ Risālat Alfāẓ al-kufr des mekkanischen Gelehrten ʿAlī al-Qārī (gest. 1606). Der Kommentar bildet kein selbständiges Werk, sondern ist als Anhang zu einem anderen Werk al-Qārīs konzipiert, nämlich seinem Kommentar zu der hanafitischen Bekenntnisschrift al-Fiqh-Akbar. Al-Qārī hat in seinem Kommentar einige der Aussagen im Grundwerk abgemildert und vor den Gefahren des Takfīr gewarnt.
- der Kommentar von Ahmad Chātam ibn ʿOthmān Schehdī Aqowalīzāde Bjelopoljčević (gest. 1754) Qādī von Larissa.[11]